# Beanie Sigel
Dwight Equan Grant (n. 6 martie 1974), cunoscut dub numele de scenă Beanie Sigel, este un rapper american din Philadelphia, Pennsylvania. Este cunoscut ca fiind membru al formației State Property.